# ディズニー英語システム
ディズニー英語システム（Disney’s World of English）は、ワールド・ファミリー株式会社の0〜12歳の子供向け英語課程教材。通称「DWE」とも呼ばれている。

## 特徴
ウォルト・ディズニー・カンパニーが正式に認めた唯一のプログラム。教材の種類はソング・ストーリー・カード・マジックペン・レッスン＆アクティビティ。ストーリーの映像や絵本には、ディズニーキャラクターたちがたくさん登場する。

## 運営会社
ワールド・ファミリー株式会社
1977年3月創業。英語教材「ディズニー英語システム」の販売、教育関連事業、イベントなどの事業を行う、東京都中野区に本社を置く日本の企業。